# Dolina Białki

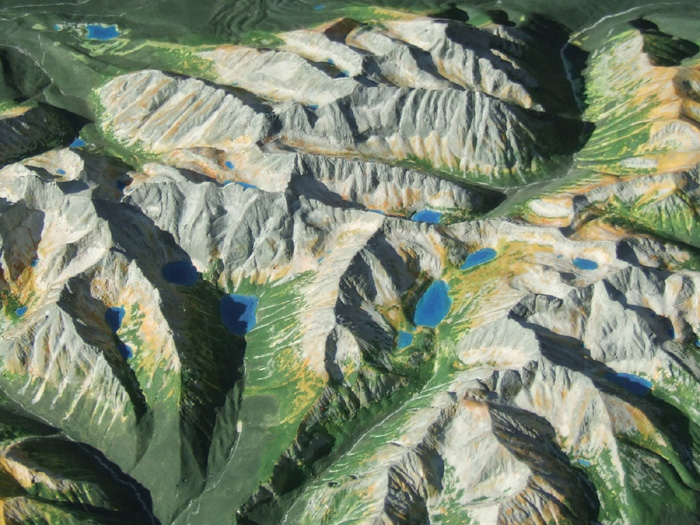
Dolina Rybiego Potoku i Dolina Pięciu Stawów Polskich na mapie plastycznej Tatr

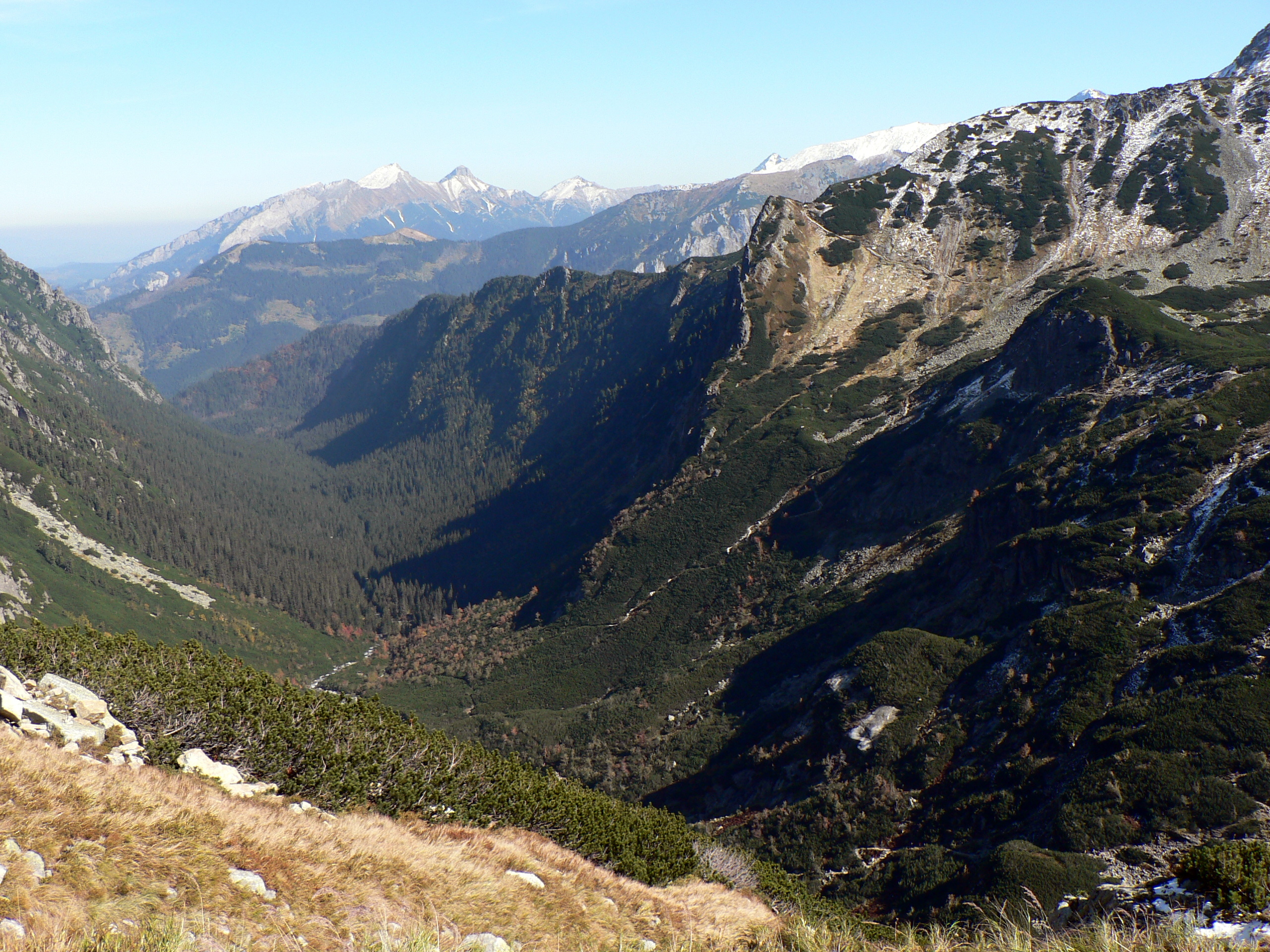
Dolina Roztoki

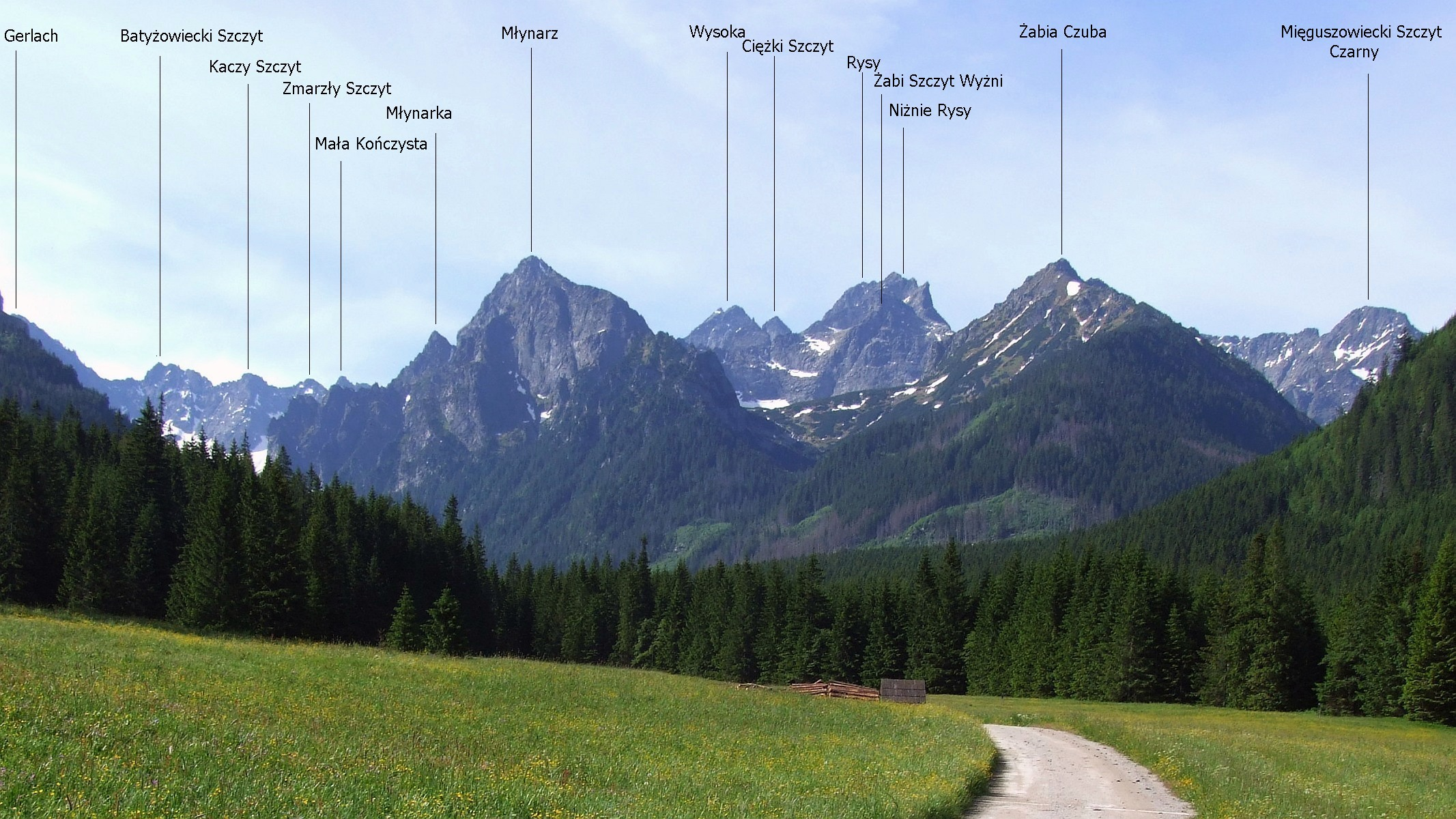
Dolina Białej Wody

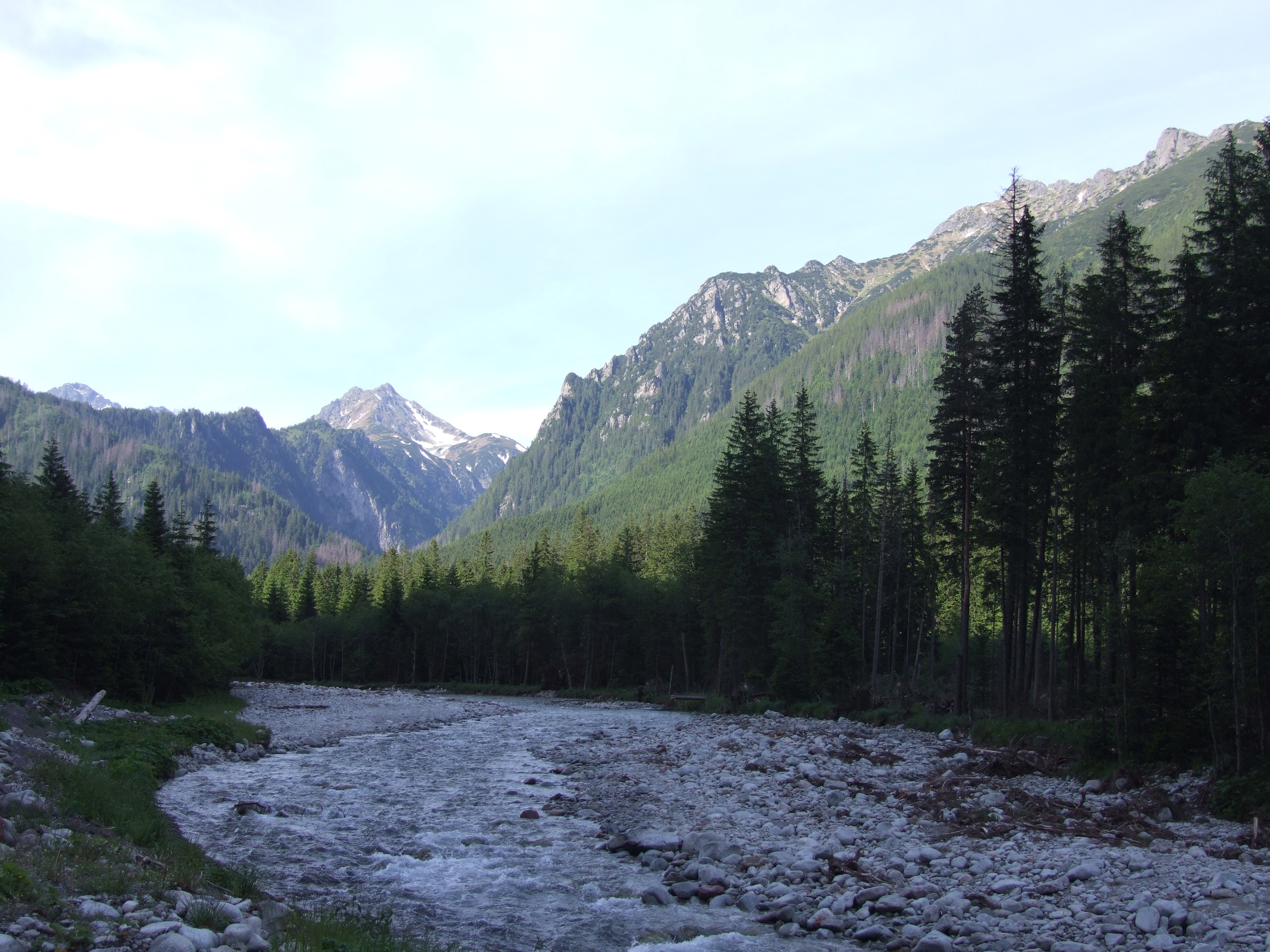
Dolina Białki

Dolina Białki (niem. Bialkatal, słow. Bielovodská dolina, węg. Bialka-völgy) – dolina rzeki Białka. Położona jest w granicach Polski i Słowacji i jest jedną z największych spośród tatrzańskich dolin walnych. Jej obszar w granicach Tatr to ok. 63,5 km², z czego do Polski należy ok. 38,2 km², a do Słowacji 25,3 km². Po opuszczeniu Tatr Białka płynie przez Pogórze Spisko-Gubałowskie i Kotlinę Nowotarską.

## Topografia
Główna gałąź doliny na terenie Tatr biegnie w kierunku północ–południe i ma ok. 12 km od Łysej Polany pod północno-zachodnią ścianę Zadniego Gerlacha. Oś tę stanowią kolejno od północy właściwa Dolina Białki i jej górna część, Dolina Białej Wody wraz z najwyższym piętrem, Doliną Kaczą. Słowacy traktują cały ten system jako jedną dolinę i nazywają ją Bielovodská dolina. Podobnie główne cieki doliny, Biała Woda i Białka, obejmowane są przez nich wspólną nazwą Biela voda. Polacy Doliną Białki zazwyczaj określają dolną część systemu, rozpoczynającą się na wysokości ok. 1075 m u połączenia Białej Wody i Rybiego Potoku, tworzących w dalszym biegu Białkę. W miejscu tym Dolina Białej Wody łączy się z największą polską odnogą, Doliną Rybiego Potoku. Niżej na zachód odchodzą dwie kolejne duże doliny: Dolina Roztoki wraz z górnym piętrem, Doliną Pięciu Stawów Polskich, oraz Dolina Waksmundzka. Z kolei na wschodnią stronę słowacką odgałęziają się jedynie małe Dolina Czerwona (Červená dolina) i dolina Rozpadlina (Rozpadliny).
Dolina Białki (rozumiana jako całość wraz z Doliną Białej Wody i dolinami bocznymi) podchodzi pod główną grań Tatr na odcinku od Świnicy aż po Mały Jaworowy Szczyt. Orograficznie lewe jej ograniczenie w Tatrach tworzy wschodnia grań Świnicy, prawe Jaworowa Grań, dalej Szeroka Jaworzyńska i jej wschodnia grań biegnąca poprzez Horwacki Wierch po Czerwoną Skałkę.

## Opis doliny
W dużej mierze Dolina Białki wyżłobiona jest w skałach trzonu krystalicznego Tatr Wysokich, w środkowy i dolny odcinek doliny wycięty jest w skałach osadowych serii wierchowej i reglowej. Duży wpływ na obecny charakter doliny miała działalność lodowców. Podczas maksimum ostatniego zlodowacenia, ok. 20 tys. lat temu, występował w niej największy lodowiec Tatr o długości 13,4 km, powierzchni 43,6 km² i grubości ponad 400 m. Glacjalna rzeźba doliny, o typowym U-kształtnym profilu poprzecznym, przegłębionym dnie,  zawieszonych cyrkach i dolinach bocznych oraz bogactwie dużych i głębokich polodowcowych jezior cyrkowych, jest jedną z najlepiej wykształconych w całych Karpatach. Występują w jej obrębie dwa z pięciu paleonunataków Tatr Wysokich, Mnich i Hruba Turnia, czyli izolowane fragmenty ostrej grani w bocznych grzbietach, które podczas maksimum zlodowaceń były ze wszystkich stron otoczone lodem.
W kierunku północnym od Łysej Polany dolina biegnie pomiędzy Podhalem a Spiszem, wzdłuż Białki aż do jej ujścia do Dunajca w Jeziorze Czorsztyńskim między Dębnem a Frydmanem. Łącznie dolina ma długość ok. 40 km. Od Łysej Polany doliną Białki biegną po obydwu stronach Białki równolegle dwie drogi jezdne. Po polskiej stronie jest to asfaltowa droga do Morskiego Oka (górna część Drogi Oswalda Balzera). Po słowackiej stronie biegnie szeroka, utwardzona droga. Jej dolna część jest szeroka, dostosowana do ciężkich ciężarówek zwożących drzewo, czym wyżej tym staje się gorsza i kończy się na południowym krańcu doliny. Obydwoma prowadzą znakowane szlaki turystyczne. Ruch turystyczny jest na nich niewspółmierny; po polskiej stronie jest około 100 krotnie większy, niż po słowackiej. Istniała jeszcze jedna, opisywana w literaturze droga biegnąca zachodnim brzegiem Białej Wody. Obecnie istnieje ona już tylko na pierwszych kilkuset metrach, jej pozostała część została zniszczona przez wiatrołomy, lawiny i zarosła lasem.
W dolnej części doliny (z wyłączeniem Doliny Białej Wody i bocznych dolin) jest kilka polan: Łysa Polana, Palenica Białczańska, Polana Biała Woda, Koniarka i cztery Trybskie Polany. W wylocie Doliny Białki znajduje się drogowe przejście graniczne na Łysej Polanie. Granica państwa przebiega wzdłuż potoku, a dalej na południe granią Żabiego i północną granią Rysów do Rysów.

## Przyroda
W Dolinie Białki zachowały się skupiska lasów reglowych z partiami naturalnych, pierwotnych drzewostanów limbowych. Znajdują się w niej ostoje jeleni, niedźwiedzi i kozic. W dolnej części doliny utworzono rezerwat przyrody Przełom Białki pod Krempachami. Bogata flora mchów. W 2016 r. między drogą Trybsz – Kobylarzówka a rezerwatem przyrody Przełom Białki pod Krempachami znaleziono kilka gatunków prawnie chronionych: próchniczek błotny, mochwian błotny (Aulacomnium palustre), drabik drzewkowaty (Climacium dendroides), widłoząb kędzierzawy (Dicranum polysetum), fałdownik szeleszczący (Rhytidiadelphus triquetrus), gajnik lśniący (Hylocomium splendens), płonnik pospolity (Polytrichum commune), piórosz pierzasty (Ptilium crista-castrensis), torfowiec ostrolistny (Sphagnum capillifolium), torfowiec Girgensohna (Sphagnum girgensohnii).
Dolina dała nazwę obszarowi Natura 2000 Dolina Białki.

## Szlaki turystyczne
– czerwony z Toporowej Cyrhli przez Psią Trawkę, Rówień Waksmundzką i dalej wzdłuż szosy nad Morskie Oko.
- Czas przejścia z Równi Waksmundzkiej do Wodogrzmotów Mickiewicza: 1:15 h, z powrotem 1:35 h
- Czas przejścia od Wodogrzmotów do Morskiego Oka: 1:30 h, ↓ 1:15 h

 – szosą z parkingu na Palenicy Białczańskiej do Wodogrzmotów, przed którymi łączy się ze szlakiem czerwonym. Czas przejścia do Wodogrzmotów: 50 min, ↓ 40 min
 – zielony ze schroniska na polanie Stara Roztoka do Doliny Roztoki, a dalej do Doliny Pięciu Stawów Polskich.
- Czas przejścia ze schroniska do Wodogrzmotów Mickiewicza: 15 min, z powrotem 10 min
- Czas przejścia znad Wodogrzmotów do Doliny Pięciu Stawów: 2:05 h, ↓ 1:30 h

 – szlak niebieski z Palenicy Białczańskiej na Rusinową Polanę i do Zazadniej. Czas przejścia z Palenicy na Rusinową Polanę: 40 min, z powrotem 30 min
  – słowacki szlak niebieski z Łysej Polany dnem Doliny Białki, a następnie jej wschodnim odgałęzieniem – Doliną Białej Wody – na Rohatkę: 5:25 h, ↓ 4:15 h